# Jalousilåge
En jalousilåge er en type låge, der kan åbne vandret eller lodret. De er konstrueret af vandrette eller lodrette lameller og ruller til siden eller op og ned ved at glide langs et spor. 